# Édouard Magnien
Édouard Magnien (Montfort-l'Amaury, 4 de julio de 1795-Versalles, después de 1864) fue un escritor francés.

## Biografía
Primo lejano de Stéphane Mallarmé, es conocido principalmente por Pétition à la Chambre des Députés, sur la conservation des monuments français y por su colaboración a la hora de escribir la obra Le Secret d'état, cuyos autores principales fueron Eugène Sue y Ferdinand de Villeneuve.
Miembro fundador de la Société des Sciences naturelle, la abandonó en 1864.

## Obras
- 1821: L'Ode au sommeil, oda
- 1826: Pétition à la Chambre des Députés, sur la conservation des monuments français
- 1831: Le Secret d'état, comédie en vaudevilles en un acto, en colaboración con Eugène Sue y Ferdinand de Villeneuve
- 1836: Mortel, ange ou démon, dos volúmenes, colección de poemas
- 1836: Excursions en Espagne ou chroniques provinciales de la péninsule
- 1841: Épître à un centenaire, 1841
- 1851: Notice nécrologique sur M. Adolphe Veytard